# Dimachus
Dimachus is een geslacht van vliesvleugeligen uit de familie Pteromalidae. De wetenschappelijke naam van dit geslacht is voor het eerst geldig gepubliceerd in 1878 door Carl Gustaf Thomson.

## Soorten
Het geslacht Dimachus is monotypisch en omvat slechts de volgende soort:
- Dimachus cingulum (Nees, 1834)